# Nafpaktos (Gemeindebezirk)
Nafpaktos (griechisch Ναύπακτος) ist seit 2011 einer von sechs Gemeindebezirken der westgriechischen Gemeinde Nafpaktia. Er ging aus der gleichnamigen Gemeinde hervor und ist nach der gleichnamigen Stadt benannt.

## Lage
Der Gemeindebezirk Nafpaktos liegt im Süden der Gemeinde Nafpaktia am Golf von Korinth. Südwestlich liegen Andirrio und Chalkia. Der Evinos bildet im Nordwesten die natürliche Grenze zu den Gemeinden Agrinio und Thermo. Im Norden liegt Pyllini, jenseits des Mornos im Osten die Region Mittelgriechenland mit der Gemeinde Dorida.

## Verwaltungsgliederung
Im Zuge der Gebietsreform 1997 wurden die seit 1946 bestehende Gemeinde Nafpaktos mit 13 Landgemeinden zusammengeschlossen. Durch die Verwaltungsreform 2010 wurde die Gemeinde Nafpaktos gemeinsam mit fünf weiteren Gemeinden zur Gemeinde Nafpaktia fusioniert und bildet dort seither einen Gemeindebezirk. Dieser ist in die Stadt Nafpaktos und 13 Dimotikes Kinotites untergliedert und entspricht der räumlichen Situation vor der Gebietsreform von 1997.
| Dimotiki Kinotita | griechischer Name                 | Code     | Fläche (km²) | Einwohner 2001 | Einwohner 2011 | Einwohner 2021 | Dörfer und Siedlungen                                                  |
| ----------------- | --------------------------------- | -------- | ------------ | -------------- | -------------- | -------------- | ---------------------------------------------------------------------- |
| Nafpaktos         | Δημοτική Κοινότητα Ναυπάκτου      | 38060101 | 17,039       | 12.924         | 13.415         | 12.950         | Nafpaktos                                                              |
| Afroxylia         | Δημοτική Κοινότητα Αφροξυλιάς     | 38060102 | 17,750       | 00451          | 00413          | 00362          | Ano Afroxylia, Kato Afroxylia                                          |
| Velvina           | Δημοτική Κοινότητα Βελβίνας       | 38060103 | 10,749       | 00124          | 00057          | 00043          | Velvina                                                                |
| Vlachomandra      | Δημοτική Κοινότητα Βλαχομάνδρας   | 38060104 | 17,268       | 00260          | 00132          | 00163          | Vlachomandra, Gefyra Bania, Sfikeika                                   |
| Vomvokou          | Δημοτική Κοινότητα Βομβοκούς      | 38060105 | 11,774       | 00320          | 00140          | 00261          | Vomvokou, Agios Vasilios, Lefka Vomvokous, Marmara, Moni Agiou ioannou |
| Dafni             | Δημοτική Κοινότητα Δάφνης         | 38060106 | 09,593       | 00779          | 00872          | 00772          | Dafni, Kato Dafni                                                      |
| Lygias            | Δημοτική Κοινότητα Λυγιά          | 38060107 | 02,420       | 01171          | 01161          | 01063          | Lygias                                                                 |
| Mamoulada         | Δημοτική Κοινότητα Μαμουλάδας     | 38060108 | 07,954       | 00435          | 00341          | 00368          | Mamoulada, Kato Mamoulada                                              |
| Neokastro         | Δημοτική Κοινότητα Νεοκάστρου     | 38060109 | 11,025       | 00117          | 00051          | 00134          | Neokastro, Paliambela                                                  |
| Xiropigado        | Δημοτική Κοινότητα Ξηροπηγάδου    | 38060110 | 02,082       | 00477          | 00473          | 00403          | Xiropigado                                                             |
| Paleochoraki      | Δημοτική Κοινότητα Παλαιοχωρακίου | 38060111 | 11,516       | 00087          | 00047          | 00084          | Paleochoraki, Mikro Paleochoraki                                       |
| Pitsineika        | Δημοτική Κοινότητα Πιτσιναιίκων   | 38060112 | 14,459       | 00215          | 00144          | 00160          | Pitsineika, Kastraki, Sykia                                            |
| Rigani            | Δημοτική Κοινότητα Ριγανίου       | 38060113 | 19,765       | 00335          | 00167          | 00106          | Rigani, Diasello, Poros                                                |
| Skala             | Δημοτική Κοινότητα Σκάλας         | 38060114 | 07,830       | 00536          | 00288          | 00285          | Skala                                                                  |
| Gesamt            | Gesamt                            | 380601   | 161,224      | 18.231         | 17.701         | 17.154         |                                                                        |